# Eparchie aktobská
Eparchie aktobská je eparchie ruské pravoslavné církve nacházející se v Kazachstánu.

## Území a titul biskupa
Zahrnuje správní hranice území aktobské a kyzylordské oblasti, včetně města Bajkonur.
Eparchiálnímu biskupovi náleží titul biskup aktobský a kyzylordský.

## Historie
V letech 1935–1937 existoval aktobský vikariát, který byl součástí eparchie Alma-Ata a Semipalatinsk.
Dne 24. března 2022 byla Svatým synodem zřízena eparchie aktobská, a to oddělením území z uralské a šymkentské eparchie. Stala se součástí Metropolitního okruhu Kazachstánu.

## Seznam biskupů

### Vikariát Aktobe
- 1935–1936 Alexandr (Rajevskij)
- 1936–1937 Serafim (Zborovskij)

### Eparchie Aktobe
- od 2022 Ignatij (Sidorenko)